# Блюм, Брор
Брор Эмиль Блюм-Йенсен (дат. Bror Emil Blume-Jensen; род. 22 января 1992, Копенгаген) — датский футболист, полузащитник клуба «Тироль».

## Клубная карьера
Блюм — воспитанник клубов «Скьёльд», «Видовре» и «Люнгбю». 10 сентября 2011 года в матче против «Копенгагена» он дебютировал в датской Суперлиги в составе последних. По итогам сезона клуб вылетел в Первую лигу Дании, но игрок остался в команде. 10 ноября 2013 года в поединке против «Фредерисии» Брор забил свой первый гол за «Люнгбю». В 2016 году он помог клубу вернуться в элиту.
В начале 2018 года Блюм перешёл в «Орхус». 8 апреля в матче против «Силькеборга» он дебютировал за новую команду. 30 апреля в поединке против «Силькеборга» Блюм забил свой первый гол за Орхус.
Летом 2021 года Блюм перешёл в австрийский «Тироль». 1 августа в матче против венской «Аустрии» он дебютировал в австрийской Бундеслиге. В поединке против «Ред Булл Зальцбург» Брор забил свой первый гол за «Тироль».